# دریای آرامی

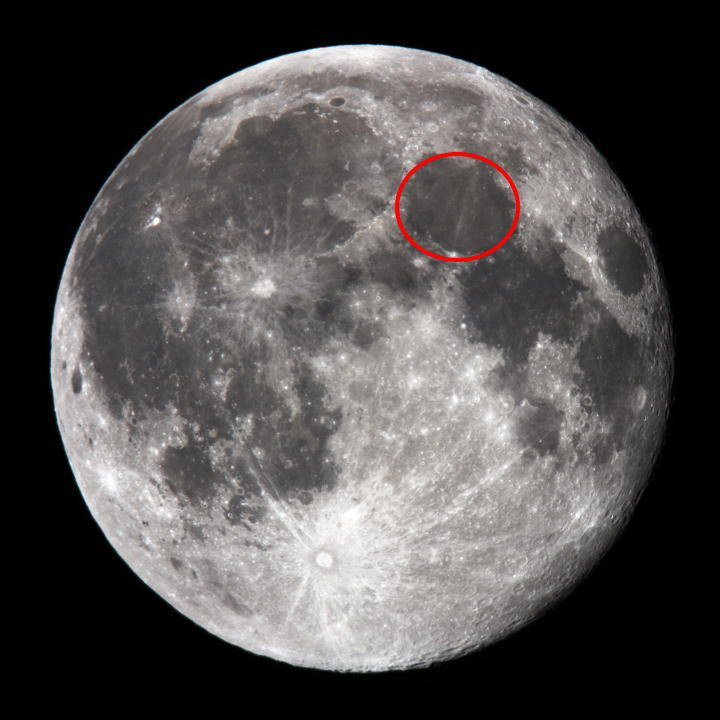
محل دریای آرامی در کرهٔ ماه.

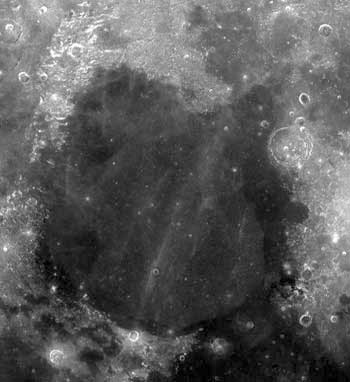
نمای نزدیک‌تر از دریای آرامی.

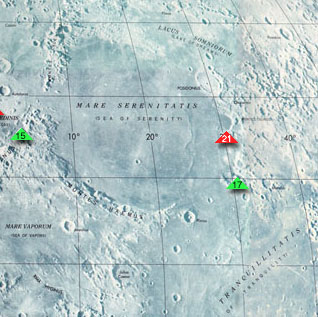
نقشه‌ای از دریای آرامی. پیکان‌های رنگی نشانگر محل فرود لونا ۲۱، آپولو ۱۵ و آپولو ۱۷ هستند.

دریای آرامی (به لاتین: Mare Serenitatis) نام یکی از دریاوارهای کرهٔ ماه است.
این دریاوار در جنب شرقی دریای رگبارها واقع شده و ۷۰۷ کیلومتر قطر دارد.
دریای آرامی در حوضهٔ آرامی قرار دارد و از نظر زمین‌شناسی ماه مربوط به دورهٔ شهدی می‌شود.
بازالت بیشتر سطح این دریاوار را پوشانده و تا دریاچه رؤیاها نیز ادامه دارد.
چشم‌گیرترین عارضه در دریای آرامی، دهانه پوزیدونیوس در نوارهٔ شمال خاوری دریاوار واقع شده.
دریای آرامی از سمت جنوب خاوری با دریای آسایش تماس دارد و از سوی جنوب باختری با دریای بخارها هم‌مرز است.
عارضهٔ نواری واقع در شرق این دریاوار برجستگی‌های کمی دارد و در آن تنها کوه هاموس قابل ذکر است.
دریای آرامی نمونه‌ای از یک جرم‌توده در سطح ماه است یعنی منطقه‌ای که به‌خاطر وجود توده‌ای چگال، گرانش آن از نقاط پیرامونی بیشتر است.
گردونه‌های فضایی لونا ۲۱ و آپولو ۱۷ هر دو در نزدیکی مرز شرقی دریای آرامی و در منطقهٔ کوه توروس فرود آمدند.

## در فرهنگ عامی
به باور برخی افراد، دریای آرامی در جای چشم‌های ماه در فیلم انسان در ماه قرار دارد.
در داستان ژاپنی جاشو ماه، دریای آرامی محل پیشین پادشاهی ماه بود.
در داستان تخیلی نگهبان نوشتهٔ آرتور سی کلارک از دریای آرامی نام برده شده‌است.